# Sussex (Wisconsin)
Sussex – wieś w Stanach Zjednoczonych, w stanie Wisconsin, w hrabstwie Waukesha.